# دیواره بزرگ مرجانی
دیواره بزرگ مرجانی یا سد بزرگ مرجانی (به انگلیسی: Great Barrier Reef) به مجموعهٔ بسیار بزرگی از آبسنگ‌های مرجانی گفته می‌شود که در دریای مرجان در خاور استرالیا و در اقیانوس آرام قرار گرفته‌اند. دیواره بزرگ مرجانی، بزرگ‌ترین مجموعهٔ صخره‌های مرجانی در جهان است. دیواره بزرگ مرجانی از جاذبه‌های گردشگری استرالیا است و یکی از نمادهای ایالت کوئینزلند به‌شمار می‌آید. شهرهای تانزویل، کَنز و مکای از شهرهایی هستند که برای دیدن صخره‌های مرجانی مورد استفاده گردشگران قرار می‌گیرند.
دیواره بزرگ مرجانی متشکل از بیش از ۲۹۰۰ صخرهٔ منفرد و ۹۰۰ جزیره است که بیش از ۲٬۳۰۰ کیلومتر (۱٬۴۰۰ مایل) و در مجموع فضایی بیش از ۳۴۴٬۴۰۰ کیلومتر مربع (۱۳۳٬۰۰۰ مایل مربع) را در بر می‌گیرند. وسعت این صخره به گونه‌ای است که از فضای بیرونی زمین هم قابل دیدن است و هم‌زمان، بزرگ‌ترین اکوسیستم یکپارچهٔ جهان است که جانداران زنده ساخته‌اند. این صخره از میلیاردها جاندار زنده که به پولیپ‌های مرجانی شناخته می‌شوند تشکیل‌شده‌است. این مجموعه در سال ۱۹۸۱ در فهرست میراث جهانی یونسکو به ثبت رسیده‌است.
دیواره بزرگ مرجانی، بزرگترین مجموعه صخره ای مرجانی جهان، از ماورای جو قابل مشاهده است و بزرگترین سازه منفرد جهان است که توسط موجودات زنده ساخته شده است.

## نابودی
در سال ۲۰۱۲ اعلام شد که شمار مرجان‌های دیواره بزرگ مرجانی بزرگ طی ۲۷ سال به نصف کاهش یافته‌است. به گفته دانشمندان، دلیل کاهش شمار این صخره‌های دریایی، توفان‌های بسیار و افزایش جمعیت ستاره‌های دریایی است که غذای این مرجان‌ها را می‌مکند؛ ولی پژوهشگران معتقدند اگر بتوان ستاره‌های دریایی را کنترل کرد، این دیواره مرجانی بازسازی خواهد شد.
در سال ۲۰۱۶ اعلام شد که سی درصد از آب‌سنگ‌های این دیواره مرجانی سفید شده‌اند. این مقدار سفیدشدگی تا پیش از آن ثبت نشده نبود. در آغاز سال ۲۰۱۷ نیز، بیست درصد دیگر آب‌سنگ‌های این دیواره سفید شدند (مجموعاً نیمی از کل). بیم آن می‌رفت که این میزان سفیدشدگی، بیشتر هم بشود. دلیل سفیدشدگی، گرمای آب، درخشندگی زیاد آفتاب، آلودگی اسیدی و شیمیایی آب، و آثار ناشی از گردشگری هستند.
در اکتبر ۲۰۲۰ اعلام شد که روند نابودی و سفیدشدگی گسترده دیواره بزرگ مرجانی، همچنان ادامه دارد.

## نگارخانه

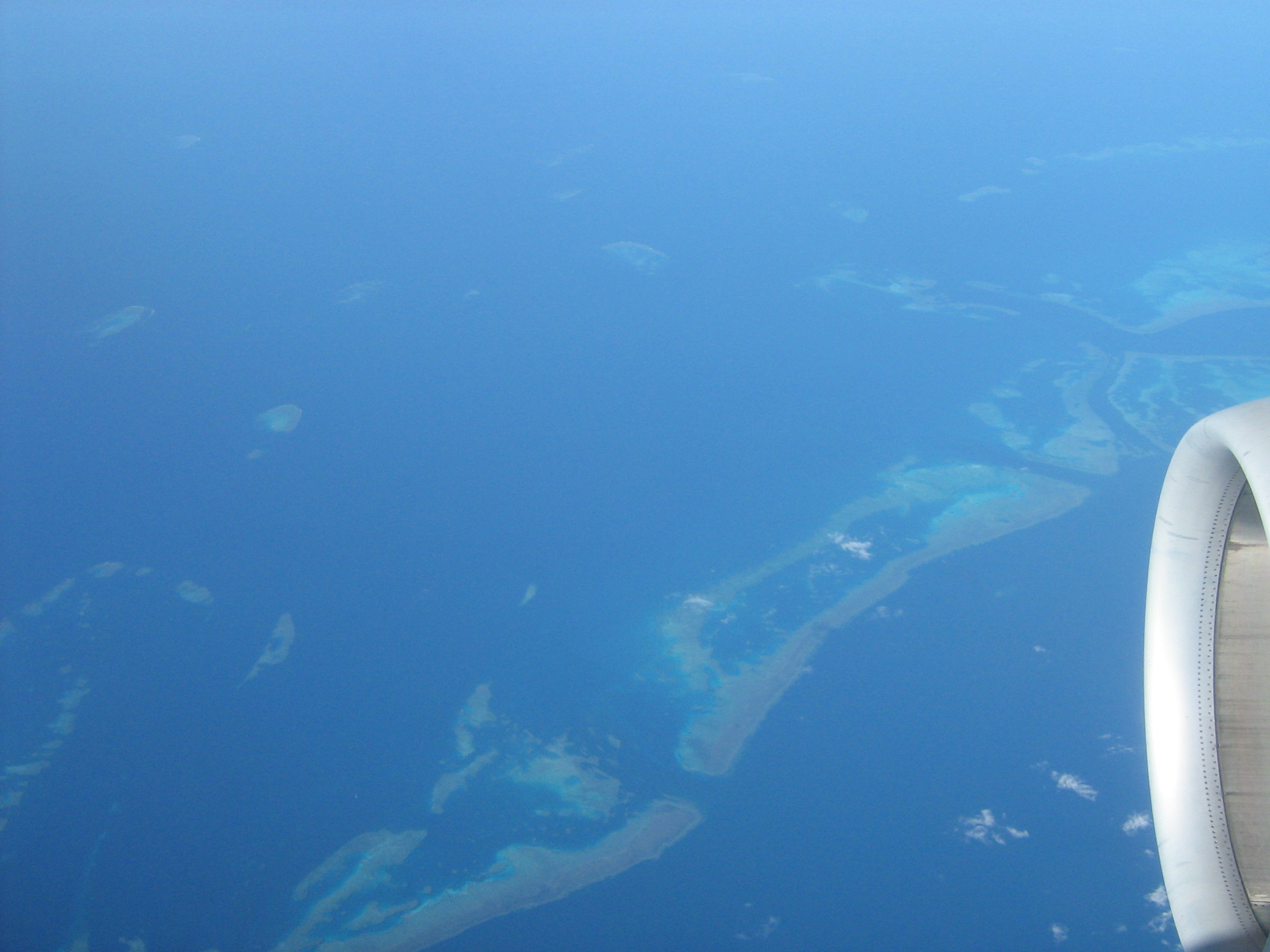
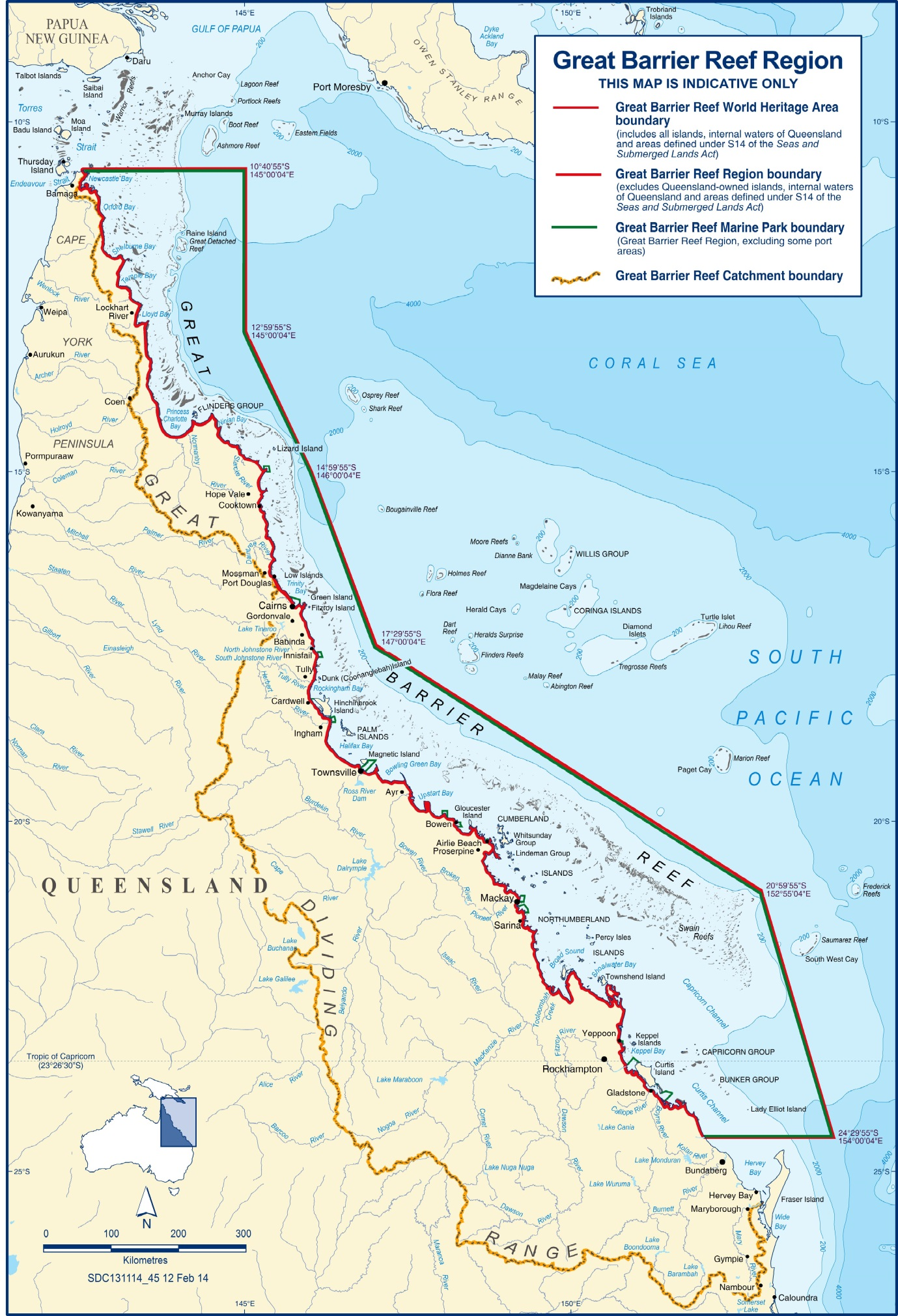
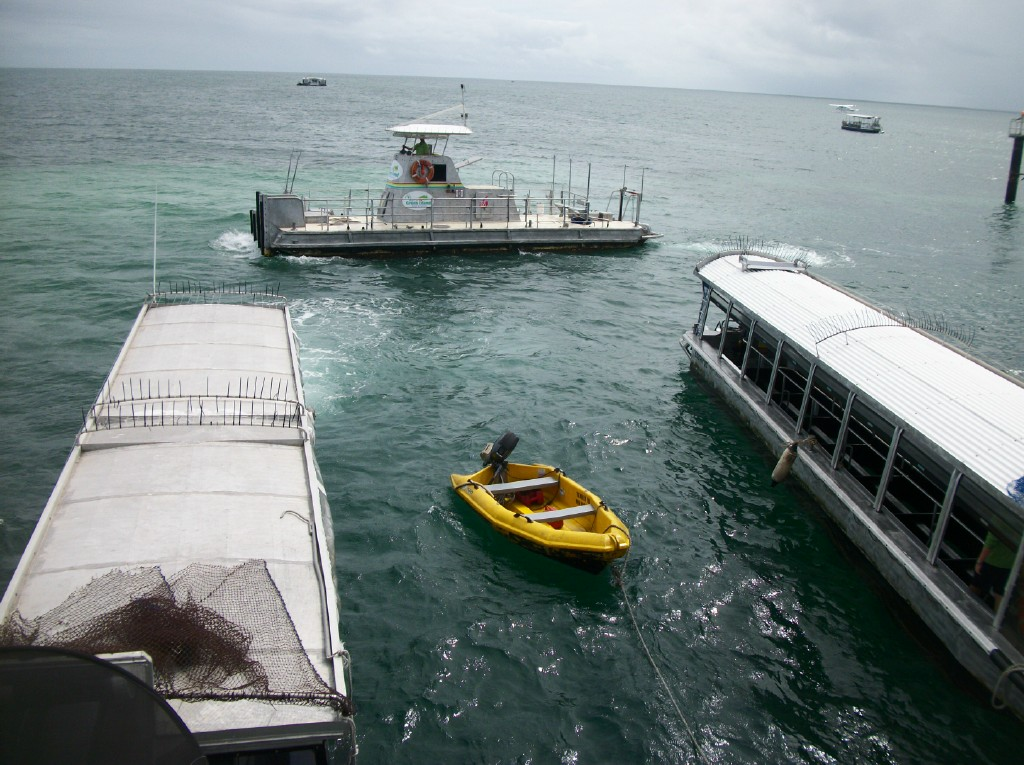
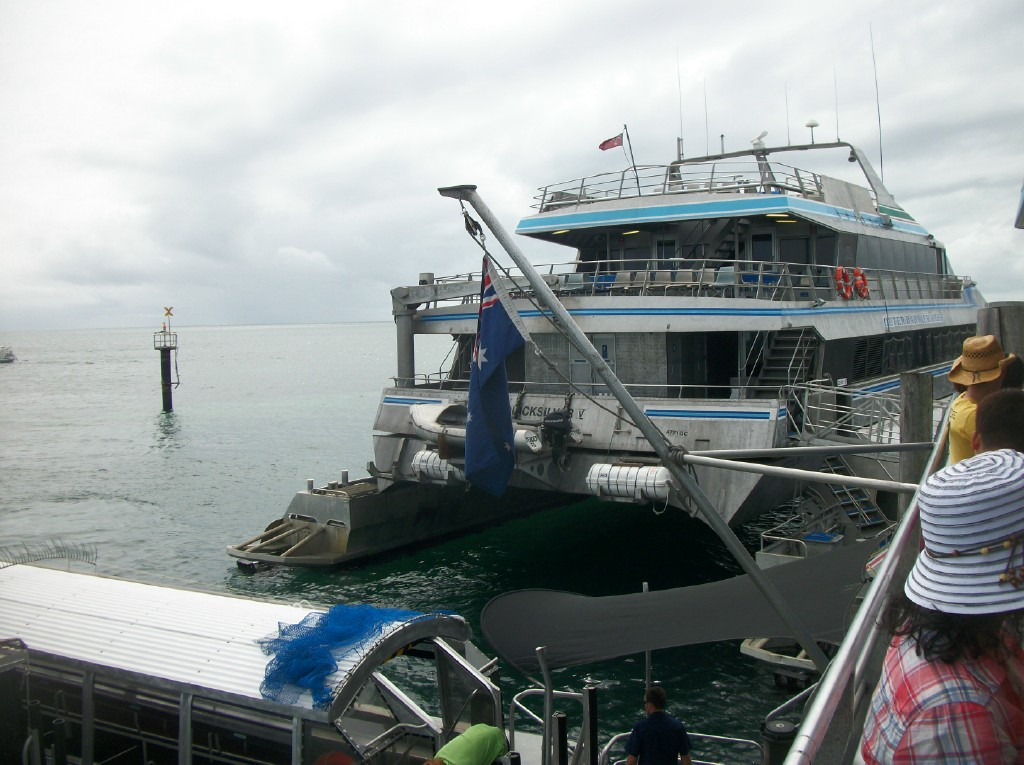
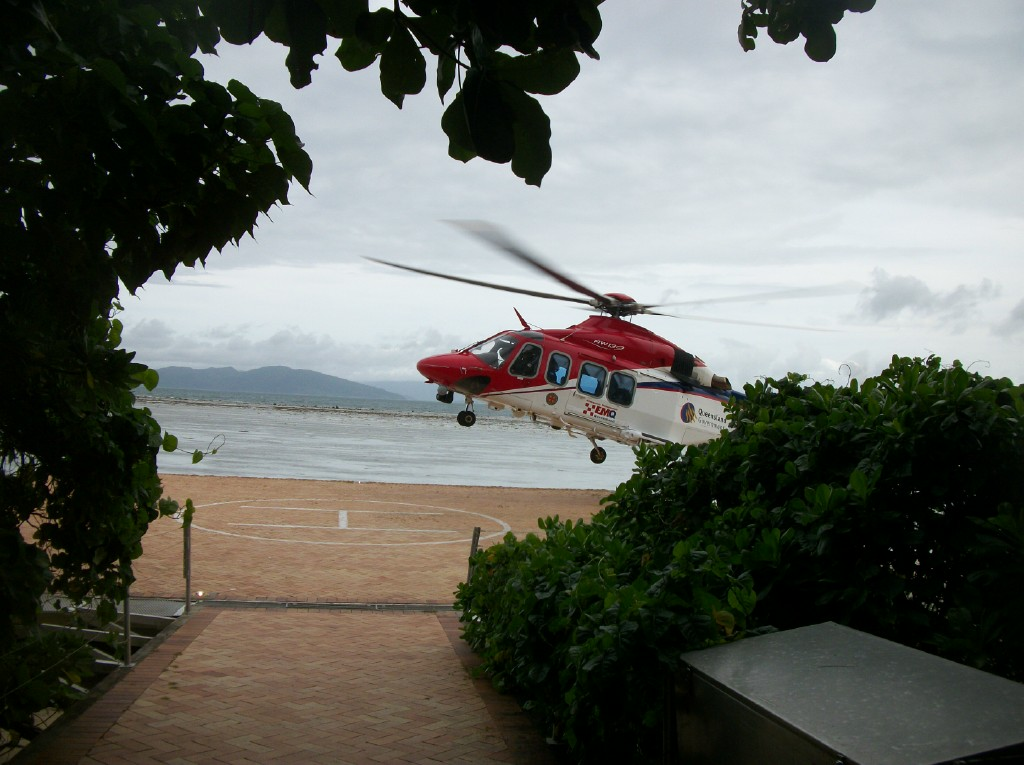